# Giacinto Menotti Serrati
Giacinto Menotti Serrati (Spotorno, Oneglia, Savona, 25 de noviembre de 1872 – Asso, provincia de Como 10 de mayo de 1926) fue un político y periodista italiano.

## Biografía
El 25 de noviembre de 1872, Giacinto Menotti Serrati, hijo de Giacinto y Caterina Brunengo, nació en Spotorno, Savona. Afiliado 
socialista desde 1892, acudió en 1893 a varios congresos: el congreso nacional de Reggio Emilia y el internacional de Zúrich. Entre 1893 y 1897, fue arrestado y condenado en varias ocasiones, por lo que decidió exiliarse. En 1899 se estableció en Suiza, donde colaboró en el Avvenire del lavoratore y militó en la Unión Socialista de lengua italiana, de la que se convirtió en secretario en 1900.
En 1902 se trasladó a los Estados Unidos para dirigir en Nueva York el semanario socialista "Il Proletario". Allí entra en controversia con el grupo de anarquistas seguidos de Luigi Galleani. En 1903 se vio involucrado en Barre (Vermont) en el asesinato de un anarquista, el escultor Elia Corti, del cual fue acusado como responsable moral. Al año siguiente volvió a Suiza donde asume la dirección del Avvenire del lavoratore y la secretaria general del PSI local. En 1912 se establece en Venecia (tras su regreso a Italia el año anterior) donde dirige Il Secolo nuovo y es secretario de la sección local. En Ancona, en 1914 con motivo del congreso del partido, es elegido miembro de la dirección del PSI y del Avanti! (en noviembre), como sustituto en este último de Benito Mussolini, lanzando una campaña contra la intervención italiana en la Primera Guerra Mundial. Asiste a la conferencia de Zimmerwald (1915) como parte de la delegación italiana. En 1916, en la segunda conferencia de Kienthal acerca su posición a la de Lenin.
Ese mismo año, 1916, vería ocurrir los Motines de Turín, por los que es condenado por traición a 3 años y 6 meses de cárcel, recuperando su libertad en febrero de 1919. Ese mismo año, tanto en el Avanti! como en la nueva revista Comunismo defiende la afiliación del PSI a la Internacional Comunista, en cuyo 2º Congreso Mundial (1920) discutirá con Lenin sobre la expulsión de los reformistas.
Pese a mantenerse firme en su posición en el Congreso de Livorno de 1921, en 1922 se adhiere a la facción partidaria de la Tercera Internacional, yendo a representar ese año al PSI en el 4º Congreso Mundial de la Internacional Comunista juntamente con Maffi, Romita, Garruccio y Tonetti. En 1923, al volver del Congreso es arrestado por la policía fascista y encarcelado durante algunos meses. En verano de ese año, la fracción partidaria de la Tercera Internacional es expulsada del partido, por lo que Serrati pasa en 1924, en el V Congreso Mundial de la Internacional Comunista, al Partido Comunista Italiano. Desde su comité central, del que fue elegido miembro, dirige el periódico Sindacato rosso y se involucra en el trabajo sindical del partido. En su participación en la comisión que debía de tratar sobre la reorganización de la clase obrera italiana y el programa que se debía presentar en el Congreso de Lyon del Comintern, se mostró partidario de las ideas de Antonio Gramsci y en contra de las de Amadeo Bordiga. En abril de 1926 representa por orden de Palmiro Togliatti al Comité Ejecutivo de la Internacional Comunista en una conferencia del Partido Comunista de Portugal.
Murió en Asso (Como) el 10 de mayo de 1926 como resultado de un infarto mientras iba a una reunión clandestina, justo en el momento en el que el fascismo comienza su ascenso. Sus máximos rivales políticos fueron los hermanos Carlo y Nello Roselli.